# Roverus Pontanus
Roverus Pontanus († 1567) est un carme flamand, historiographe du maintien du catholicisme à Cologne (Allemagne), dans la première moitié du XVIe siècle.

## Biographie
Roverus Pontanus est né à Bruxelles (Belgique) au commencement du XVIe siècle. Entré chez les carmes de sa ville natale, il est envoyé à l'université de Cologne, où il devient bachelier en théologie. Affecté avec succès au ministère de la prédication, il enseignera également la théologie à partir de 1558. Il côtoie ainsi le prieur provincial des carmes, Eberhard Billick, l'un des principaux opposants à l'archevêque réformateur, Hermann V von Wied. De retour à Bruxelles, Roverus y passe les dernières années de sa vie, avant de décéder en 1567, à un âge peu avancé.

## Postérité
Il est l'auteur d'une histoire des luttes qui ont opposé catholiques et protestants à Cologne, dans la première moitié du XVIe siècle, à l'époque de l'archevêque Hermann V von Wied. Publié en 1559, cet ouvrage se présente sous forme d'annales, avec des notes marginales, lesquelles servent de sommaire ou indiquent les sources utilisées. On y trouve deux dédicaces : la première a été rédigée par Pontanus à l'adresse de Viglius van Aytta, président du Conseil privé de Bruxelles; la seconde provient de l'éditeur, Gaspar von Gennep (1500-1564). Le propos de l'auteur et de son éditeur consiste à exposer une version catholique des faits, en réponse à une œuvre de Jean Sleidan, favorable à la Réforme, dont ils considèrent qu'elle pousse l'esprit partisan jusqu'au travestissement de la vérité. Le titre du livre fait également référence à Simon Fontaine, qui publiera en 1562, à Paris, une Histoire catholique de notre temps touchant l'effet de la Religion Chrestienne....

### Œuvres
- Rerum memorabilium, jam inde ab anno Domini M. D., ad annum fere LX, in Rep. Christiana gestarum, libri quinque; ex plerisque nostrorum temporum Historiographis, praecipue autem D. Fontano, Theologo Parisiensi, et Joanne Sleidano, Collecti. Cum diligenti Annotatione eorum, quae Sleidanus, ex affectu potius quam veritatis studio conscripsisse depraehenditur, Cologne, Gasapar von Gennep, 1559.

### Études
- Eug. De Seyn, « Pontanus (Roverus) », Dictionnaire biographique des Sciences, des Lettres et des Arts en Belgique, Bruxelles, Éditions L'Avenir, t. II,‎ 1936, p. 832, col. 2.
- J.-N. Paquot, « Roverus Pontanus », Mémoires pour servir l'histoire littéraire des dix-sept provinces des Pays-Bas, de la principauté de Liège, et de quelques contrées voisines, Louvain, Imprimerie Académique, t. III,‎ 1770, p. 208, col. 1-2..